# Kermesia bistriata
Kermesia bistriata är en insektsart som beskrevs av Synave 1961. Kermesia bistriata ingår i släktet Kermesia och familjen Meenoplidae. Inga underarter finns listade i Catalogue of Life.